# Bistum Liepāja
Das Bistum Liepāja (lat.: Dioecesis Liepaiensis, lettisch Liepājas diecēze) ist seit 1937 eine in Lettland gelegene römisch-katholische Diözese mit Sitz in Liepāja (Libau). Es untersteht als Suffraganbistum dem Erzbistum Riga.

## Geschichte
Das Bistum wurde am 8. Mai 1937 aus Gebieten des Erzbistums Riga mit der Bulle Aeterna animarum salus von Papst Pius XI. gegründet. 1995 gab es einen Teil seines Bistumterritoriums zur Errichtung des Bistums Jelgava ab. Es entspricht weitgehend der lettischen Region Kurland.
Das Bistum kann als Diasporadiözese gelten, da nur etwas mehr als 10 % der Einwohner Katholiken sind.
Der Pavillon des Heiligen Stuhls von der EXPO 2000 in Hannover wurde 2002 als St. Meinard Kirche in Liepāja (Lettland) wieder aufgebaut.

## Bischöfe von Liepāja
- 1938–1965 Antonijs Urbšs (auch „Urbbs“ geschrieben; 1879–1965)
- 1965–1991  Sedisvakanz
  - 1964–1990 Julijans Vaivods, Apostolischer Administrator
  - 1990–1991 Jānis Cakuls, Apostolischer Administrator
- 1991–1995 Jānis Bulis, danach Bischof von Rēzekne-Aglona
- 1995–2001 Ārvaldis Andrejs Brumanis
- 2001–2012 Vilhelms Toms Marija Lapelis OP
  - 2012–2013 Edvards Pavlovskis, Apostolischer Administrator, Bischof von Jelgava
- seit 2013 Viktors Stulpins